# Sachsen bei Ansbach
Sachsen bei Ansbach är en kommun och ort i Landkreis Ansbach i Regierungsbezirk Mittelfranken i förbundslandet Bayern i Tyskland.